# P-270 Moskit
Il P-270 Moskit (in cirillico: П-270 Москит; nome in codice NATO: SS-N-22 Sunburn), anche conosciuto come 3M80, è un missile da crociera anti-nave supersonico di fabbricazione sovietica, sviluppato dal Raduga Design Bureau negli anni '70 quale successore del P-120 Malachit.
Progettato per neutralizzare unità di superficie a distanze che variano dai 90 ai 240 km, è in grado di trasportare testate sia convenzionali che nucleari ed è lanciabile da navi, sottomarini e lanciatori terrestri. È in grado inoltre di eseguire manovre evasive con carichi superiori ai 10G.
A causa dell'elevata segretezza del progetto le informazioni relative al missile furono sempre dubbie e frammentate, una situazione che indusse la NATO a designare erroneamente il P-80 Zubr con lo stesso nome in codice attribuito al Moskit.
Nel corso degli anni ne sono state sviluppate varie versioni tra cui alcune con gittata maggiorata, 3M80M e 3M82, ed una avio-lanciata denominata Kh-41 che equipaggia i Sukhoi Su-33 della marina russa e i Sukhoi Su-34. Ha riscosso un certo successo commerciale venendo esportato in Cina, Egitto, India ed Iran.
Al 2021, il P-270 Moskit risulta in servizio attivo nelle forze armate della Federazione Russa, così come in numerose altre attorno al mondo.

## Varianti
- 3M80 Malachit: versione originale
- 3M80E: versione da esportazione
- 3M80M / 3M82: versione con gittata maggiorata
- Kh-41: versione avio-lanciata, entrata in servizio nel 1993
- 3M80MVE: versione cinese

## Utilizzatori

### Presenti
- Russia
- Egitto
- India
- Cina
- Vietnam
- Iran

### Passati
- Unione Sovietica